# 9 رجب
- السبت
- الأحد
- الاثنين
- الثلاثاء
- الأربعاء
- الخميس
- الجمعة

- 2728 ديسمبر 2024
- 2829 ديسمبر 2024
- 2930 ديسمبر 2024
- 3031 ديسمبر 2024
- 11 يناير 2025
- 22 يناير 2025
- 33 يناير 2025
- 44 يناير 2025
- 55 يناير 2025
- 66 يناير 2025
- 77 يناير 2025
- 88 يناير 2025
- 99 يناير 2025
- 1010 يناير 2025
- 1111 يناير 2025
- 1212 يناير 2025
- 1313 يناير 2025
- 1414 يناير 2025
- 1515 يناير 2025
- 1616 يناير 2025
- 1717 يناير 2025
- 1818 يناير 2025
- 1919 يناير 2025
- 2020 يناير 2025
- 2121 يناير 2025
- 2222 يناير 2025
- 2323 يناير 2025
- 2424 يناير 2025
- 2525 يناير 2025
- 2626 يناير 2025
- 2727 يناير 2025
- 2828 يناير 2025
- 2929 يناير 2025
- 3030 يناير 2025
- 131 يناير 2025

9 رجب أو 9 رجب الفرد أو 9 رجب المُرجَّب أو يوم 9 \ 7 (اليوم التاسع من الشهر السابع) هو اليوم السادس والثمانون بعد المائة (186) من أيَّام السنة (أو السابع والثمانون بعد المائة لو كان شهر جمادى الآخرة مُتممًا لليوم الثلاثين أو الثامن والثمانون بعد المائة لو أتم كلاً من صفر وربيع الآخر وجمادى الآخرة ثلاثين يوماً) وفق التقويم الهجري القمري (العربي). يبقى بعده 168 أو 169 يومًا لانتهاء السنة.

## أحداث
- 1031هـ - عزل السلطان العثماني عثمان الثاني عن منصب الخلافة، وهو يعد السلطان السادس عشر في سلسلة سلاطين الدولة العثمانية، ولم تدم فترة ولايته التي بدأت في سنة 1027هـ سوى سنوات قليلة.
- 1294هـ - الجيش العثماني ينتصر على الجيش الإمبراطوري الروسي في معركة «بلونة» في منطقة البلقان في إطار الحرب الروسية العثمانية التي عرفت بـ«حرب 93»، وقد خسر الروس في هذه المعركة أكثر من 2800 قتيل.
- 1299هـ - رئيس وزراء مصر محمود سامي البارودي يستقيل احتجاجا على قبول الخديوي توفيق مطالب إنجلترا وفرنسا بإبعاد أحمد عرابي عن مصر.
- 1305هـ - الدولة العثمانية تنزل إلى البحر الغواصة «عبد الحميد»، وكان اسمها «تحت البحر»، وأدخلتها للخدمة ضمن أسطولها الحربي بعد إجراء تجارب الغوص والارتفاع والسير، ثم أدخلت هذه الغواصة «الطوربيدات»، وكانت من أوائل الدول في تدعيم الغواصات بالطوربيدات.
- 1315هـ - الدولة العثمانية توقع معاهدة إستانبول مع مملكة اليونان، بعد الحرب التي نشبت بين الجانبين وكسبتها الدولة العثمانية، ونصت المعاهدة على أن تدفع اليونان لإستانبول غرامات حربية ضخمة.
- 1402هـ - تأسيس الاتحاد الإسلامي لمجاهدي أفغانستان من الفصائل المختلفة التي تعمل في ميدان الجهاد ضد الاتحاد السوفيتي.
- 1409هـ - مرشد الثورة الإيرانية روح الله الموسوي الخميني يصدر فتوى يهدر بها دم الكاتب سلمان رشدي وذلك بسبب روايته «آيات شيطانية».
- 1412هـ - المجلس الأعلى للدولة في الجزائر يستدعي أحد قياديي حرب التحرير القدامى محمد بوضياف من المنفى في المغرب، ليتولى رئاسة الدولة بعد استقالة الشاذلي بن جديد رئيس الجزائر عقب فوز حزب الجبهة الإسلامية للإنقاد في الجولة الأولى للانتخابات البرلمانية.
- 1415هـ - رئيس روسيا بوريس يلتسن يصدر أوامره للقوات الروسية بالتوجه نحو الشيشان فيما عرف بالحرب الشيشانية الأولى.
- 1424هـ - الجيش الإسرائيلي يحاصر ويغتال محمد عبد الرحيم الحنبلي قائد عسكري فلسطيني والمهندس الخامس بكتائب القسام، بعد اشتباك مسلح معه دام نحو 14 ساعة.
- 1425هـ - إطلاق الحكومة المصرية سراح الجاسوس الإسرائيلي عزام عزام المسجون في مصر منذ سبع سنوات مقابل إطلاق إسرائيل لسراح 6 طلبة مصريين معتقلين لديها، وهو ما كان له ردود فعل غاضبة لدى المصريين.
- 1431هـ - إيران تنفذ حكم الإعدام بزعيم حركة جند الله عبد الملك ريغي وذلك لدورة في العديد من العمليات المسلحة في محافظة سيستان وبلوتشستان.
- 1440هـ - هُجُومٌ إرهابي بِسلاحٍ ناريّ على مسجد النور في مدينة كرايستشيرش النيوزيلنديَّة يودي بِحياة 50 من المُصلّين وجرح أكثر من 50 آخرين، والاشتباه بِتورُّط أربعة جُناة في ذلك.
- 1444هـ - مقتل أكثر من 100 شخص وإصابة أكثر من 200 في تفجير انتحاري داخل مسجد بمدينة بيشاور في باكستان.
- 1446هـ - انتخاب قائد الجيش اللبناني العماد جوزاف عون رئيسًا للجمهورية اللبنانية بعد سنتين من شغور المنصب.

## مواليد
- 511 هـ - ابن الفخار الأنصاري، عالم مسلم أندلسي.
- 1339هـ - مهدي آذر اليزدي، كاتب قصصي وشاعر إيراني.
- 1356هـ - عصمت محمود، ممثلة وإذاعية مصرية.
- 1357هـ - طلحت حمدي، ممثل سوري.
- 1358هـ - رءوف عباس حامد، مؤرخ مصري.
- 1366هـ - زاهي حواس، عالم مصري في علم الآثار ووزير لشؤون الآثار.
- 1383هـ -
  - خالد الصاوي، ممثل مصري.
  - ندى بسيوني، ممثلة مصرية.
- 1385هـ - شاه روخان، ممثل هندي.
- 1399هـ - إيهاب فهمي، ممثل مصري.
- 1402هـ - محمد الصايغ، ممثل قطري.

## وفيات
- 340 هـ - أبو إسحاق المروزي، فقيه شافعي.
- 1083 هـ - ابن بلبان الحنبلي، فقيه حنبلي
- 1350 هـ - أحمد فؤاد، مفكر مصري وأحد مؤسسي جمعية الشبان المسلمين.
- 1367 هـ - حمد بن عبد الله آل ثاني، ولي العهد في قطر.
- 1373 هـ - إبراهيم ناجي، شاعر مصري.
- 1410 هـ - مجدي وهبة، ممثل مصري.
- 1413 هـ - كمال حسين، ممثل مصري.
- 1414 هـ - صلاح ذو الفقار، ممثل مصري.
- 1424 هـ - محمد عبد الرحيم الحنبلي قائد عسكري فلسطيني في كتائب القسام.
- 1428 هـ - محمد ظاهر شاه، آخر ملوك أفغانستان.
- 1431 هـ - عبد الملك ريغي، زعيم حركة جند الله.
- 1437 هـ - محمد أيوب، إمام الحرم النبوي.
- 1438 هـ - الطاهر أحمد مكي، أكاديمي وباحث وناقد ومترجم مصري.

## وصلات خارجية
- موقع قصة الإسلام: حدث في شهر رجب.